# A-Z
A-Z er et non-food-lavprisvarehus, der indgår Salling Group.
Udvalget af varer er det samme, som man finder i Bilkas non-food-afdeling.
I øjeblikket findes der kun et A-Z varehus i Hjørring.
| År   | Butik | Areal    | By         | Note                     |
| ---- | ----- | -------- | ---------- | ------------------------ |
| 1987 | A-Z   | 7.300 m² | Esbjerg    | Udvidet til Bilka i 1994 |
| 1989 | A-Z   | 7.200 m² | Sønderborg | Udvidet til Bilka i 2009 |
| 1990 | A-Z   | 7.700 m² | Vejle      | Udvidet til Bilka i 1993 |
| 1991 | A-Z   | 8.000 m² | Viborg     | Udvidet til Bilka i 2005 |
| 1992 | A-Z   | 8.500 m² | Hjørring   |                          |
| 1999 | A-Z   | 6.700 m² | Herning    | Udvidet til Bilka i 2011 |

Der har også været ønske om en udvidelse af varehuset i Hjørring, men dette er stadig ikke muligt.